# Eisenberg (Baviera)
Eisenberg é um município da Alemanha, situado no distrito da Algóvia Oriental, no estado da Baviera. Tem 13,65 km² de área, e sua população em 2019 foi estimada em 1 180 habitantes.